# Жиль де Губервиль
Жиль Пико, сир де Губервиль (фр. Gilles Picot, sieur de Gouberville; 1521—1578) — французский дворянин, владевший Губервилем (фр. Gouberville‎), Мениль-о-Валь (фр. Le Mesnil-au-Val‎) и Рюсси (фр. Russy). В наши дни известен как автор «Дневника» (Journal).

## Биография
Жиль родился в 1521 году в семье Гийома V Пико и Жанны дю Фу. Жиль родился первенцем, а всего в семье было семеро детей. Гийом V Пико был владельцем Губервиля, «lieutenant des Eaux et Forêts pour la Vicomté de Valognes» («наместник Вод и Лесов для виконта Валони»). Жанна дю Фу была дочерью владельца Мениль-о-Валь, коменданта замка Шербур (фр. Cherbourg).
В 1542 году отец передал Жилю управление собственностью.
В 1543 году Жиль наследовал от отца должность «наместника Вод и Лесов для виконта Валони».
В 1544 году умер отец, и Жиль стал владельцем Губервиля и Мениль-о-Валь.
В 1549 году Жиль начал вести свой «Дневник».
28 марта 1553 года в своем дневнике Жиль Пико упомянул о практике дистилляции сидра. Это первое известное упоминание напитка, ныне называемого кальвадос.
В 1560 году Жиль получил наследство Рюсси от своего дяди Жана Пико.
Жиль Пико умер 7 марта 1578 года. Он был похоронен на церковном кладбище Мениль-о-Вал.

## Дневник
Жиль Пико был автором «Дневника», который он вёл с 1549 по 1562 годы. Оригинал рукописи был обнаружен в архиве замка Сен-Пьер-Эглиз (фр. Saint-Pierre-Église‎). К сожалению, сохранился только фрагмент, однако в нём более чем 41 000 строк. Оставшиеся две трети исторического документа были, скорее всего, безвозвратно утеряны.
Этот труд, переизданный в 4 томах в Éditions des champs (1993—1994) — ценное свидетельство о повседневной жизни сельского дворянина в Котантене в XVI веке.